# الحصين (يبعث)

تعديل مصدري - تعديل

الحصين هي إحدى قرى عزلة يبعث بمديرية يبعث التابعة لمحافظة حضرموت، بلغ تعداد سكانها 83 نسمة حسب تعداد اليمن لعام 2004.